# Sivactel
Sivactel är en ort i Mexiko.   Den ligger i kommunen Tenejapa och delstaten Chiapas, i den sydöstra delen av landet, 800 km öster om huvudstaden Mexico City. Sivactel ligger 1 852 meter över havet och antalet invånare är 642.
Terrängen runt Sivactel är huvudsakligen kuperad, men åt nordost är den bergig. Runt Sivactel är det tätbefolkat, med 319 invånare per kvadratkilometer. Närmaste större samhälle är Cancuc, 4,1 km nordost om Sivactel. I omgivningarna runt Sivactel växer i huvudsak städsegrön lövskog.